# 奈良県ヘリポート
奈良県ヘリポート（ならけんヘリポート）は、奈良県奈良市矢田原町および菩提山町にまたがる位置にある公共用ヘリポート。

## 概要
1993年に計画が開始、1996年12月に着工、1998年12月に開港した。建設設置費用は約25億円。
ヘリポートの付近一帯は施基皇子陵や光仁天皇陵などがあり、史跡破壊の可能性やクマタカの生息地であるとして、建設中止運動もあった。
当初予定していた関西国際空港との間のコミューター運行、奈良市・斑鳩町地域の史跡観光遊覧飛行、奈良県南部地域からの木材輸送等の民間企業の進出はアカギヘリコプターのみで、2006年現在も格納庫使用者を募集している。

## 利用状況
奈良県防災航空隊の消防防災ヘリコプター、奈良県警察航空隊、アカギヘリコプターが拠点を置いている。
- 同へリポートのヘリパッド
- ヘリポート建屋